# Municipio de Nemaha (Nebraska)
El municipio de Nemaha (en inglés: Nemaha Township) es un municipio ubicado en el condado de Gage en el estado estadounidense de Nebraska. En el año 2010 tenía una población de 591 habitantes y una densidad poblacional de 6,35 personas por km².

## Geografía
El municipio de Nemaha se encuentra ubicado en las coordenadas 40°29′3″N 96°37′39″O / 40.48417, -96.62750. Según la Oficina del Censo de los Estados Unidos, el municipio tiene una superficie total de 93.1 km², de la cual 92,62 km² corresponden a tierra firme y (0,52 %) 0,48 km² es agua.

## Demografía
Según el censo de 2010, había 591 personas residiendo en el municipio de Nemaha. La densidad de población era de 6,35 hab./km². De los 591 habitantes, el municipio de Nemaha estaba compuesto por el 98,98 % blancos, el 0,17 % eran afroamericanos, el 0,34 % eran amerindios, el 0,17 % eran asiáticos, el 0,17 % eran de otras razas y el 0,17 % eran de una mezcla de razas. Del total de la población el 0,51 % eran hispanos o latinos de cualquier raza.